# ۷ جمادی‌الثانی
۷ جمادی‌الثانی، هفتمین روز از ماه جمادی‌الثانی در تقویم هجری قمری است.
در تقویم هجری قمری قراردادی این روز صد و پنجاه و پنجمین روز سال است.

## زادگان
- ۵۰۱- ابن معلم واسطی، شاعر عراقی.